# Cardioplegia
Cardioplegia é uma solução que promove a parada dos batimentos cardíacos durante a cirurgia cardiaca. Tal solução tem a função de proteção cardiaca, tendo em vista a mesma ser rica em potassio e oxigênio promovendo assim uma parada cardiaca em diástole. 
Estas soluções classificam-se em normotérmicas ou quentes e hipotérmicas ou frias. Podem ser ainda sanguineas ou cristalóides (quando não é  misturada ao sangue).
São infundidas no coração através das artérias coronárias.